# Data East
Data East war ein japanisches Unternehmen, das Computerspiele und Flipper hergestellt hat. Die Firma war auch bekannt unter dem Namen DECO (Data East Corporation) und DE. Es gab auch einen amerikanischen Ableger, die Data East USA (ab 1979).

## Unternehmen
Data East wurde 1976 von Tetsuo Fukuda gegründet und stellte zunächst Zubehör für Arcade-Geräte her. Ab 1978 wurden Arcade-Spiele produziert. Von 1987 bis 1996 wurden auch, durch die Übernahme von Stern Electronics, Flipper hergestellt. Data East hat bedeutende Innovationen in der Technik von Flippern eingeführt, so den Stereo-Sound (1987) und die Dot-Matrix-Anzeige (1991).
Insgesamt wurden über 300 Computerspiele hergestellt und im späteren Verlauf häufig von anderen Firmen lizenziert (z. B. von Irem).
Die Flipper-Abteilung ging Ende 1994 an Sega Pinball, Inc., 1999 wieder an Stern.
Am 25. Juni 2003 meldete Data East Konkurs an. Die Markenrechte an Data Easts Spielen gingen 2004 an G-Mode, 2015 durch die Übernahme G-Modes dann an Marvelous.

## Spiele (Auswahl)

### Arcade-Spiele
- Super Break (1978) erstes Spiel von Data East[3][4]
- 2 in 1 RD (/SB/SG) (1978)
- Space Fighter (1978), Vorgänger von Space Fighter Mark II[5]
- Miracle Super (1978)[6]
- Eagle H (1979)
- Nyson (1979)
- Astro Fighter (1979)
- Mole Hunter (1980)
- Bad Dudes
- Burgertime (1982) auch von Bally/Midway
- Rootin' Tootin' (1982)
- Bega’s Battle (1983) erstes Laserdisc-Spiel von Data East
- Karate Champ (1984)
- Kung-Fu Master (1984) lizenziert von Irem
- Commando (1985) lizenziert von Capcom
- Boulder Dash (1985)
- BreakThru (1986)
- Speed Buggy/Buggy Boy (1986) lizenziert von Tatsumi
- Kid Niki: Radical Ninja (1986) lizenziert von Irem
- Express Raider (1986)
- Last Mission (1986)
- Shackled (1986)
- The Real Ghostbusters (1987)[7]
- Karnov / Karnov’s Revenge (1987/1994)
- RoboCop / RoboCop 2 (1988/1991)
- Vigilante (1988) lizenziert von Irem
- Sly Spy (1989)
- Tumblepop (1991)
- Air Walker (1996)

### Homecomputer-Spiele
Alle oben genannten Spiele wurden auch für Heimcomputer umgesetzt (teils von anderen Herstellern).
- Ikari Warriors (1986) C64 (Arcade-Version: SNK, 1986)
- Tag Team Wrestling (1987) C64 (Arcade-Version: Technos, 1984)
- Dragon Ninja (1989) C64 lizenziert von Imagine Software
- ABC Monday Night Football (1989) C64
- Dream Team Challenge 3 on 3 (1991) C64

## Andere Plattformen

### Eigene Arcade-Systeme
- DECO Cassette System (Arcade-System ab 1980 mit digitalen, verschlüsselten Cassetten), erster Arcade-Standard. Das erste Spiel war Highway Chase. Bis 1985 wurden etwa 47 Spiele produziert.
- Mother Less Cassette System (MLC) (Arcade, ab 1995, nur 4 Spiele, 32-Bit-RISC-CPU)

### Spiele
- Magical Drop III für Neo Geo Hardware (1997)
- Bloody Wolf für PC Engine (1988)
- Side Pocket für den Nintendo Game Boy (1990)
- Shadowrun Rollenspiel für das SNES (1993)

## Berühmte Flipper
(fast alle benannt nach erfolgreichen Filmen)
- Laser War (1987, erster Flipper von DE und der erste mit Stereo-Sound)
- Time Machine (1988)
- RoboCop (Januar 1990)
- Hook (1992)
- Zurück in die Zukunft (Back to the Future, 1990)
- The Simpsons (1990)
- Teenage Mutant Ninja Turtles (1991)
- Batman (1991)
- Star Wars (1992)
- Jurassic Park (1993)
- Tales from the Crypt (1993)
- The Who’s Tommy Pinball Wizard (1994)
- Guns N’ Roses (1994)
- Maverick (1994, letzter Flipper von Data East)
- Lethal Weapon 3 (1992)
- Phantom of the opera (April 1990)
- Checkpoint (1991)
- Star Trek (1991)
- Secret Service (1988)
- Torpedo Alley (1988)